# Диетолог
Дието́лог — специалист в области здорового питания, соответствующий академическим и профессиональным требованиям. Врач-диетолог является дипломированным врачом, закончившим медицинский вуз и получившим затем дополнительное образование по диетологии, подтвержденное соответствующим дипломом. Является экспертом в области питания. Врачи-диетологи занимаются лечением ожирения, а также дают рекомендации пациентам по вопросам правильного питания, ведения здорового образа жизни, либо ставят цели для достижения определённых результатов, связанных со здоровьем.
Большинство специалистов-диетологов занимаются лечением и профилактикой заболеваний (составление рациона лечебного питания — чаще в больницах или других медицинских учреждениях). Кроме того, большое количество практикующих диетологов работают на базе медико-санитарных учреждений, в научных и научно-исследовательских медицинских центрах. Растёт число диетологов, работающих в сфере продовольственной и пищевой промышленности и бизнеса, журналистики, спортивного питания, корпоративных оздоровительных программ и других, ранее не свойственных для работы диетолога направлениях.

## Известные диетологи
- Певзнер Мануил Исаакович (1872—1952)
- Поскрёбышева Галина Ивановна (1935—2008)
- Яппа Андрей Павлович (1885—1952)

См. также список диетологов, о которых есть статьи в Википедии